# Shantideva
Shantideva (sanskrit शान्तिदेव, IAST Śāntideva, vers 685-763) est un philosophe indien madhyamika, une branche du bouddhisme mahāyāna. Un des derniers grands maîtres d'expression sanskrite, Shantideva jouit d'une considération particulière dans le bouddhisme tibétain. Il a écrit, en sanskrit, le Śikṣāsamuccaya, compendium qui nous permet de connaître de nombreux passages de sutras autrement perdus ou connus seulement en traduction, ainsi que le Bodhicaryāvatāra, une œuvre essentielle de la tradition bouddhiste indo-tibétaine.

## Vie

### Prince

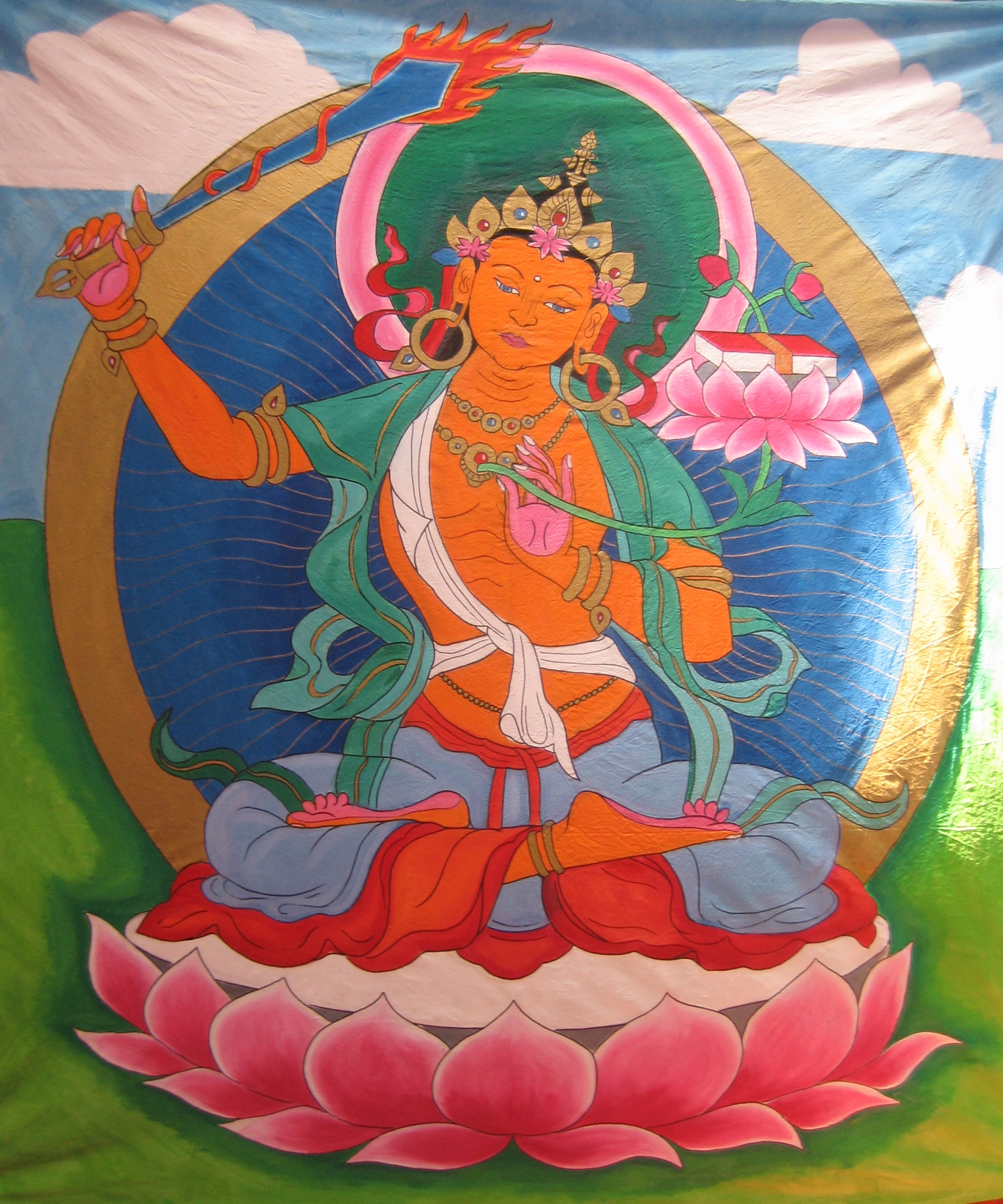
Le bodhisattva Mañjuśrī avec le prajñā-pāramitā-sūtra des perfections et l’épée tranchant la confusion

Śantideva fut sans doute un jeune prince de la caste de kṣatriya, natif de la région méridionale du Surāṣṭra, dans l'actuel Gujarat, et aurait eu pour père le roi Kalyāṇavraman, appelé aussi Mañjuvarman.
D'après certains récits hagiographiques et légendaires, Śāntideva aurait renoncé au trône qu'il devait occuper après une apparition en rêve de Mañjuśrī, le bodhisattva de la sagesse, la veille de son couronnement, sous la forme de son père récemment défunt, lui expliquant qu’il est son kalyāṇamitra. Une autre version raconte que sa mère, la veille de son intronisation, lui donna un bain bouillant, lui expliquant que cette douleur n'était rien comparée à celle qui l'attendait en tant que roi.

### Universitaire
Il prend alors ses vœux auprès de l’upādhyāya Jayadeva et passe douze ans en noviciat intense. Puis ce maitre l’envoie en mission à la cour du roi Madhyadeśa où il devient rauta (chef militaire) puis ministre durant douze ans. Par la suite, il entre au monastère de Nālandā, le plus important de l'Inde. Śāntideva y est extrêmement discret et il est considéré comme un bon-à-rien, que l'on surnomm « Bhusuku », littéralement « celui qui ne fait que manger, dormir et faire ses besoins ».
La légende de la récitation du Bodhicaryāvatāra est la suivante,: il était de coutume que les moines récitent devant le roi de la  Dynastie Pala qui régnait sur le Bihar à l'époque (il s'agirait précisément du roi Devapala), des sutras du Bouddha. Quand ce fut le tour de « Bhusuku », tout le monde pensait qu'il en serait incapable et qu'il serait chassé du monastère. Shantideva aurait prié la veille toute la nuit Manjusri, le bodhisattva de la sagesse, en récitant son mantra. Manjusri lui apparut en personne durant la nuit. Le lendemain, le roi lui demanda de réciter un sutra. Il répondit à la surprise générale : « dois-je exposer un sutra déjà connu ou bien un qui n'ait pas été révélé ? ». Toute l'assemblée s'étant mise à rire, le roi compris, ce dernier lui demanda un nouveau sutra. Shantideva se mit alors à réciter tout le Bodhicaryāvatāra. Quand il en arriva au chapitre IX qui porte sur la philosophie  Madhyamaka, au moment précis où il dit : « Quand ni la réalité ni la non-réalité ne se présentent plus à l'esprit... », il s'éleva dans le ciel en présence de Manjusri. Alors que toute l'université avait réalisé qu'il était le plus grand des maîtres, Shantideva refusa de revenir à Nalanda mais indiqua où il avait mis la version écrite de l'œuvre. Il reçoit alors le nom de Shantideva, qui signifie « Dieu de la paix ».

### Grand maitre bouddhiste
Selon des sources tibétaines, il aurait quitté Nālandā et se serait rendu à Śrīdakṣiṇa puis aurait abandonné la robe monastique pour vivre nu, à la façon des Jaïns. Les éléments suivants de sa vie se retrouvent dans des hauts faits relatés par plusieurs biographes :
- apaisement et pacification de conflits ;
- offrande de nourriture aux hétérodoxes et leur conversion ;
- offrande de nourriture à mille mendiants ;
- conversion du roi ;
- défaite de Śaṅkaradeva.

## Œuvre

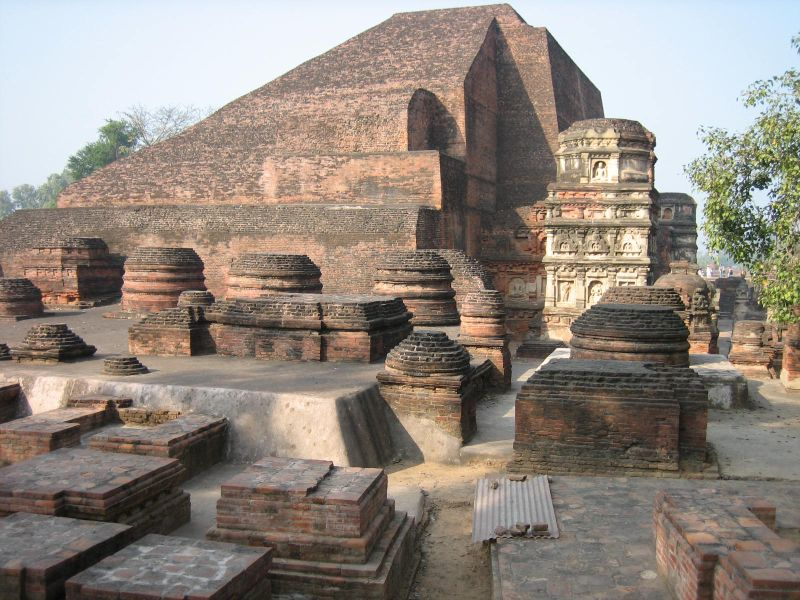
Le monastère de Nālandā (Bihar, Inde)

À part un Sūtrasamuccaya (« Compendium des sutra ») qu'il aurait aussi composé, on connaît deux œuvres de Shantideva: Shīkshāmuccaya (« Compendium des instructions» ou « Compendium de l'entraînement ») et Bodhicaryāvatāra (« Entrée dans la carrière de l'Éveil »). La tradition lui attribue cependant aussi plusieurs œuvres tantriques.

### Shîkshâmuccaya
Le Shîkshâmuccaya  est une importante compilation de citations tirées des sutra du bouddhisme Mahāyāna, que Shantideva a organisées pour illustrer les pratiques et les idéaux de ce courant. Le texte est construit autour de vingt-sept versets qui parlent de la motivation et de la pratique des bodhisattva; ces sujets comprennent le bodhicitta, les six perfections (paramita), la vénération des bouddhas et des bodhisattvas, les bénéfices de la renonciation et la paix produite par la connaissance de la vacuité (Śūnyatā). On trouve là des thèmes similaires à ceux que développe le Bodhicaryāvatāra. Toutefois, le rapport entre les deux ouvrages n'est pas vraiment clair.
Shantideva accompagne le sujet de chacun de ces versets — qui relèvent de la philosophie ou de l'éthique — d'un commentaire de sa main ainsi que de passages, souvent assez longs, tirés de quatre-vingt-dix-sept sûtras du Mahâyâna. On y trouve aussi des très beaux poèmes, ou encore des instructions sur la manière de se comporter lorsqu'on mendie de la nourriture et lorsqu'on effectue des travaux dans le monastère, si bien qu'il constitue donc un témoin important de la vie quotidienne des moines bouddhistes indiens au cours du premier millénaire de notre ère,.
L'ouvrage, qui subsiste en sanskrit, fournit ainsi aux chercheurs d'importants fragments de ces sutras, qui sont perdus ou n'existent plus qu'en traduction (chinois ou tibétain), et il constitue donc une source importante pour la connaissance des textes du bouddhisme indien. Les auteurs tibétains ont régulièrement repris des passages de ce compendium, qui par ailleurs permet d'avoir une idée des sutras que connaissait un auteur du Mahâyâna.

### Bodhicaryāvatāra
Le  Bodhicaryāvatāra (L'entrée dans la pratique du bodhisattva) est une œuvre majeure du bouddhisme mahāyāna à plus d'un titre,. Tout d'abord, la qualité littéraire y est très élevée. D'autre part, le chapitre IX est un condensé majeur de toute la philosophie bouddhiste indienne, Shantideva adoptant le point de vue madhyamika prasangika. Ce chapitre, quasiment incompréhensible sans explications, a fait l'objet d'un nombre considérable de commentaires par les maîtres tibétains. Enfin, le texte est un hymne extraordinaire à la compassion universelle, et il explique un très grand nombre de pratiques qui servent de base au lodjong, c'est-à-dire l'entraînement de l'esprit  à la compassion dans la tradition bouddhiste tibétaine,. Cet entraînement est basé sur un grand nombre de pratiques où l'on apprend à abandonner l'égoïsme et à considérer les autres comme plus importants que soi-même. Une de ces pratiques, tirée à l'origine du Bodhicaryāvatāra, est la pratique de tonglen[réf. nécessaire], par laquelle on décide de prendre toute la négativité et les souffrances pour soi et de donner tout le bonheur aux autres. Le Bodhicaryāvatāra est, en fait, le manuel du dodhisattva dans la tradition indo-tibétaine.
Le chapitre III du Bodhicaryāvatāra porte précisément sur le développement de la pensée altruiste, le bodhicitta. Shantideva y dit par exemple :
|                                                                                                  |  |  |
| Les bodhisattva Avalokiteśvara et Vajrapani. Peintures d'Ajantâ, dynastie Vakataka. Style Gupta. |  |  |

« Puissé-je être

Pour les malades

Le remède, le médecin et l'infirmier

Jusqu'à la disparition des maladies ! (III, 8) 

En donnant, toute la douleur sera transcendée,

Et mon esprit réalisera l'au-delà des peines ;

Mieux vaut offrir à présent aux êtres 

Ce dont, pareillement, je devrai me défaire à l'heure de la mort (III, 12).

Je livre ce corps

Au bon plaisir de tous

Qu'ils en usent à leur convenance,

Le tuant, l'injuriant ou le frappant  (III, 13).

Si une pensée de colère ou de foi

Surgit chez ceux qui me rencontrent,

Que cela me serve perpétuellement

De cause pour la réalisation de tous leurs souhaits ! (III, 16)

Que ceux qui m'insultent,

Me nuisent

Ou me raillent

Aient toute la fortune d'accéder à l'éveil ! (III, 17)

Puissé-je être le protecteur des abandonnés,

Le guide de ceux qui cheminent,

La barque, le navire et le pont

Pour ceux qui désirent traverser les eaux ! (III, 18). »

L'ouvrage prouve le lien très fort entre la pensée Madhyamaka — au cœur de laquelle se trouve la notion de vacuité (Śūnyatā) de tous les phénomènes — et la pensée altruiste de l'idéal du Bodhisattva.

#### Traductions
- Bodhicaryāvatāra. La Marche vers l'Éveil. Nouvelle traduction, Saint-Léon-sur-Vézère, Comité Padmakara, 2007 (2e édition), 231 p.
- Vivre en héros pour l'Éveil, trad. Georges Driessens, Paris, Seuil, coll. « Points Sagesse », 1993.
- La marche à la lumière. Bodhicaryāvatāra, poème sanskrit de çântideva, trad. Louis Finot, Bossard, 1920 ; rééd. Deux Océans, 1987  [Lire sur fr.wikisource.org (page consultée le 23 août 2024)] / [Voir l'édition de 1920 avec les ill. d'Henriette Tirman (page consultée le 20 août 2024)]
- Introduction à la pratique des futurs Bouddhas, poème de Cântideva, trad. Louis de La Vallée Poussin, Paris, Bloud et C°, 1907, 144 p. [lire en ligne (page consultée le 23 août 2024)]
- (en) Siksha-samuccaya. A Compendium of Buddhist Doctrine (trad. Cecil Bendall & W. H. D. Rouse), Londres, John Murray, 1923 (1re éd. 1903), 328 p. (lire en ligne)

#### Études sur Shantideva
- Abhayadatta, Mahāsiddhas. La Vie de 84 sages de l'Inde, traduit par le Comité Padmakara. Éditions Padmakara, 2003. 239 p.  (ISBN 2-906949-27-2)
- Abhayadatta, La vie merveilleuse de 84 grands sages de l'Inde ancienne, trad. du tibétain par Djamyang Khandro Ahni, éd. du Seuil, Paris, 2005.
- (en) Charles Goodman, « Śāntideva », sur plato.stanford.edu, Stanford Encyclopedia of Philosophy, 2016 (consulté le 23 août 2024)
- (en) Amod Lele, « Śāntideva (fl. 8th c.) », sur iep.utm.edu, Internet Encyclopedia of Philosophy, 2007 (consulté le 23 août 2024)
- Khentchen Kunzang Palden et Minyak Kunzang Seunam, Comprendre la vacuité. Deux commentaires du chapitre IX de La Marche vers l'Éveil de Shântideva, Comité de traduction Padmakara, Padmakara, 1993, 252 p. Khentchen Kunzang Palden (1897-1940) est l'auteur de commentaires et d'ouvrages historiques.
- Alexis Lavis, La  conscience à l’épreuve de l’éveil : Lecture, commentaire et traduction du Bodhicaryāvatāra de Śāntideva, Paris, Les Éditions du Cerf, coll. « Sagesses d’Asie », 2018, 546 p. (ISBN 978-2-204-12762-2)
- Amalia Pezzali, Shântideva, mystique bouddhiste des VIIe et VIIIe siècles, Florence, Vallecchi Editore, 1968, XVIII-161 p.

#### Sur le chap. IX duBodhicaryāvatāraet ses commentaires tibétains
- (en) Douglas S. Duckworth (intr. and transl. by), Künzang Sönam, The Profound Reality of Interdependence – An Overview of the Wisdom Chapter of the Way of the Bodhisattva, Oxford University Press, 2019. Étrangement, le traducteur ne paraît pas vraiment conscient du fait qu'il n'est pas le premier à traduire un commentaire tibétain de ce chapitre…
- Mipham (trad. et présenté par Stéphane Arguillère), L'Opalescent Joyau (Nor-bu ke-ta-ka), Fayard, « Trésors du Bouddhisme », 2004.
- Comité de traduction Padmakara (trad.), Khenchen Kunzang Palden / Minyak Kunzang Seunam, Comprendre la vacuité, Éditions Padmakara, 1993.